# Хецуриани, Рамаз Григорьевич
Рамаз Григорьевич Хецуриани (груз. რამაზ გრიგორიევიჩ ჰეცურიანი; род. 14 мая 1949) — советский и грузинский учёный-медик, специалист в области нормальной анатомии, доктор медицинских наук, профессор, академик Академии наук Грузии (2018; член-корреспондент с 2001). Ректор Тбилисского государственного медицинского университета (1992—2005). Лауреат Государственной премии Грузии (1996).

## Биография
Родился 14 мая 1949 года в Тбилиси, Грузинской ССР.
С 1960 по 1973 год обучался на медицинском факультете Тбилисского государственного медицинского университета. С 1973 по 1976 год обучался в аспирантуре этого университета.
С 1978 года на педагогической работе в Тбилисском государственном медицинском университете в качестве преподавателя, с 1985 года — доцента, с 1990 года — профессора кафедры нормальной анатомии, с 1992 по 2005 год — ректор этого университета и с 2006 года — заведующий кафедрой нормальной анатомии этого университета.
С 1994 по 2003 год занимался научно-педагогической работой и читал курс лекций по нормальной анатомии в ведущих зарубежных высших и научных учебных заведениях, в таких как: Осакский университет и Tokyo Medical and Dental University в Японии, Анкарский университет и Стамбульский университет в Турции, Миссурийский университет и Университет штата Джорджия в США, Кембриджский университет в Англии, Университет Тулузы, Парижский университет и Реймский университет во Франции, Лёвенский католический университет в Бельгии и Инсбрукский университет имени Леопольда и Франца в Австрии.

### Научно-педагогическая деятельность и вклад в науку
Основная научно-педагогическая деятельность Р. Г. Хецуриани была связана с вопросами в области нормальной анатомии, занимался исследованиями в области вопросов строения и функции сердечной мышцы, нервной системы морфофункциональных особенностей возрастных аспектов, физического развития организма и его индивидуальной системы возрастных особенностей, морфофункциональных особенностей сосудов плаценты.
В 1978 году защитил кандидатскую диссертацию по теме: «Физическое развитие новорожденных г. Тбилиси и некоторые определяющие его факторы в свете учения об акцелерации», в 1990 году защитил докторскую диссертацию на соискание учёной степени доктор медицинских наук по теме: «Морфо-функциональная перестройка сосудистой системы плаценты и пуповины на разных этапах беременности : (Плодоплацентарные связи)». В 2001 году ему присвоено учёное звание профессор. В 2001 году был избран член-корреспондентом, а в 2018 году — действительным членом НАН Грузии. Р. Г. Хецуриани  было написано более трёхсот  научных работ, в том числе шести монографии, и научных статей на различных языках мира.

## Награды
- Государственная премия Грузии (1996)
- Премия имени А. Н. Натишвили АН Грузии (2018)
- Почётный гражданин Шампань — Арденны (2000; Франция)[1][2][3]